# Punk Goes Pop 4
Punk Goes Pop 4 es el duodécimo álbum de la serie Punk Goes.... Fue lanzando el 21 de noviembre de 2011 por Fearless Records. Es el cuarto álbum de la serie Punk Goes Pop. Contiene interpretaciones de música pop actual cantada por artistas de metalcore, hardcore y electrónica. El 22 de septiembre de 2011, MTV Buzzworthy anuncio la lista de canciones.
Punk Goes Pop 4 ha lanzando dos canciones hasta la fecha: Just the Way You Are interpretado por Pierce the Veil y Last Friday Night (T.G.I.F.) interpretado por Woe, Is Me.
El álbum debutó en el pues 92 de los Billboard 200.

## Lista de canciones
| #   | Título                         | Artista                                               | Artista Original                       | Duración |
| --- | ------------------------------ | ----------------------------------------------------- | -------------------------------------- | -------- |
| 1.  | "Just the Way You Are"         | Pierce the Veil                                       | Bruno Mars                             | 3:43     |
| 2.  | "Little Lion Man"              | Tonight Alive                                         | Mumford & Sons                         | 3:53     |
| 3.  | "Last Friday Night (T.G.I.F.)" | Woe, Is Me                                            | Katy Perry                             | 4:02     |
| 4.  | "Roll Up"                      | The Ready Set featuring Mod Sun                       | Wiz Khalifa                            | 3:22     |
| 5.  | "F**k You!"                    | Sleeping with Sirens                                  | Cee Lo Green                           | 3:33     |
| 6.  | "Rolling in the Deep"          | Go Radio                                              | Adele                                  | 3:56     |
| 7.  | "You Belong with Me"           | For All Those Sleeping                                | Taylor Swift                           | 3:50     |
| 8.  | "We R Who We R"                | Chunk! No, Captain Chunk!                             | Ke$ha                                  | 3:26     |
| 9.  | "Love the Way You Lie"         | A Skylit Drive                                        | Eminem featuring Rihanna               | 4:57     |
| 10. | "Yeah 3X"                      | Allstar Weekend                                       | Chris Brown                            | 3:58     |
| 11. | "Till the World Ends"          | I See Stars                                           | Britney Spears                         | 4:05     |
| 12. | "Runaway"                      | Silverstein featuring Cam Hunter of Down With Webster | Kanye West featuring Pusha T of Clipse | 8:44     |
| 13. | "Super Bass"                   | The Downtown Fiction                                  | Nicki Minaj                            | 3:37     |

## Bonus
1. Breathe Carolina - "Wooly"
2. Every Avenue - "Fall Apart"
3. Go Radio - "Goodnight Moon"
4. A Skylit Drive - "The Cali Buds"
5. Chunk! No, Captain Chunk! - "In Friends We Trust"
6. Blessthefall - "Promised Ones"
7. Motionless in White - "Immaculate Misconception"
8. Sparks the Rescue - "Worst Thing I've Been Cursed With"
9. For All Those Sleeping - "I'm Not Dead Yet"
10. The Word Alive - "2012"